# Phalacroloma
Phalacroloma là một chi thực vật có hoa trong họ Cúc (Asteraceae).

## Loài
Chi Phalacroloma gồm các loài: